# Вега Баха (Порторико)
Вега Баха (шп. Vega Baja) је општина у америчкој острвској територији Порторико, острвској држави Кариба.

## Демографија
По попису из 2010. године број становника је 59.662, што је 2.267 (-3,7%) становника мање него 2000. године.
| Група             | 2000.          | 2010.          |
| Белци             | 386 (0,6%)     | 335 (0,6%)     |
| Афроамериканци    | 3.521 (5,7%)   | 6.843 (11,5%)  |
| Азијати           | 98 (0,2%)      | 74 (0,1%)      |
| Хиспаноамериканци | 61.413 (99,2%) | 59.223 (99,3%) |
| Укупно            | 61.929         | 59.662         |